# Tamás Ilonka
Tamás Ilonka, Tamás Ilona (Szeged, 1913. január 9. – Budapest, Ferencváros, 1943. március 18.) magyar opera-énekesnő (szoprán).

## Élete
Tamás Ferenc (1875–1933) államvasúti felügyelő és Umlauf Ilona (1883–1941) leánya. 
A Zeneakadémia elvégzése után, az 1937–38-as évadban lett az Operaház ösztöndíjasa. 1937. október 16-án debütált Gluck Május királynőjének Helénájaként. 1938 őszétől magánénekese volt a társulatnak. Utoljára 1941. december 14-én lépett fel, akkor egy veseműtét miatt el kellett hagynia a színpadot, de haláláig tag maradt. Élete utolsó másfél évét betegsége nehezítette meg.
A lírai szoprán, szubrett hangfajokban működött. Richard Strauss Daphnéjának magyarországi bemutatóján a címszerepet énekelte.
Hámory Imre felesége, később Udvardy Tibor menyasszonya volt.

## Szerepei
- Ludwig van Beethoven: Fidelio – Marcellina
- Christoph Willibald Gluck: Május királynője – Helena
- Charles Gounod: Faust – Margit
- Hubay Jenő: A cremonai hegedűs – Giannina
- Kacsóh Pongrác: János vitéz – A francia királykisasszony
- Kodály Zoltán: Székely fonó – A leány
- Darius Milhaud: Francia saláta – Rosetta
- W. A. Mozart: A varázsfuvola – Pamina; Az Éj királynője
- W. A. Mozart: Don Giovanni – Donna Anna
- Poldini Ede: Farsangi lakodalom – Zsuzsika
- Poldini Ede: Himfy – d'Esclapon Karolina
- Giacomo Puccini: Gianni Schicchi – Lauretta
- Ruzitska József: Béla futása – Etelka
- Johann Strauss jun.: A cigánybáró – Szaffi
- Richard Strauss: Daphne – címszerep [magyarországi bemutató]
- Giuseppe Verdi: Falstaff – Annuska
- Giuseppe Verdi: La Traviata – Violetta Valéry
- Richard Wagner: Parsifal – Második viráglány